# Karinou Airlines
Karinou Airlines è una compagnia aerea con sede a Bangui, nella Repubblica Centrafricana. Opera servizi passeggeri di linea verso una serie di destinazioni in tutta l'Africa.

## Storia
Karinou Airlines ha iniziato le operazioni, inizialmente solo voli charter, come African Airlines. Il modello di business non funzionava per la compagnia aerea. Di conseguenza, meno di un anno dopo, è stata ribattezzata Karinou Airlines, cambiando il modello di business da operazioni charter a voli di linea.
Poco dopo il rebranding, all'inizio del 2013, Karinou Airlines ha iniziato a operare voli passeggeri di linea verso dieci destinazioni in tutto il continente africano, secondo quanto riferito, utilizzando una base di capitale di 100 milioni di dollari.
Nel marzo 2013, dopo che i combattenti ribelli avevano attuato un colpo di stato contro il governo a Bangui, il presidente Francois Bozizé è fuggito nella Repubblica Democratica del Congo a bordo di un aereo della Karinou Airlines.

## Destinazioni
Al 2021, Karinou Airlines opera voli di linea verso molti stati del continente africano, tra cui Benin, Camerun, Ciad, Gabon, Guinea Equatoriale, Repubblica Centrafricana, Repubblica del Congo e Repubblica Democratica del Congo.

## Flotta
Al 2022 Karinou Airlines possiede un unico Boeing 737 della serie 200 che si trova in storage nella Repubblica Centrafricana. L'aereo non vola dal febbraio 2014.